# Asteras Trípoli Football Club
El Athlitikós Gymnastikós Sýllogos Astéras Trípolis (en español: Asociación de Gimnasia Atlética Estrella de Trípoli), es un club de fútbol de la ciudad de Trípoli, en Arcadia, Peloponeso, Grecia.

## Historia
Fue fundado en el año 1931 en el área cerca de la estación de tren y reconocido oficialmente por los tribunales con la ley 312/1931. Después de algún tiempo, por razones desconocidas, el club en 1932 estuvo temporalmente disuelto junto a todos los clubes de fútbol de la ciudad .
En la temporada 1939/40, el equipo revivió en la Arcadian League, división regional en Grecia, pero la subsecuente ocupación alemana en Grecia terminó con los torneos de liga y el equipo volvió a disolverse.
Luego de la Segunda Guerra Mundial, el equipo regresó con el nombre Neos Asteras, reconocido en el acta 508 de la corte de Trípoli el 23 de junio de 1947, donde el 12 de mayo de 2007 consiguieron su primera aparición en la Super Liga de Grecia, liga donde se mantienen desde entonces.

## Estadio

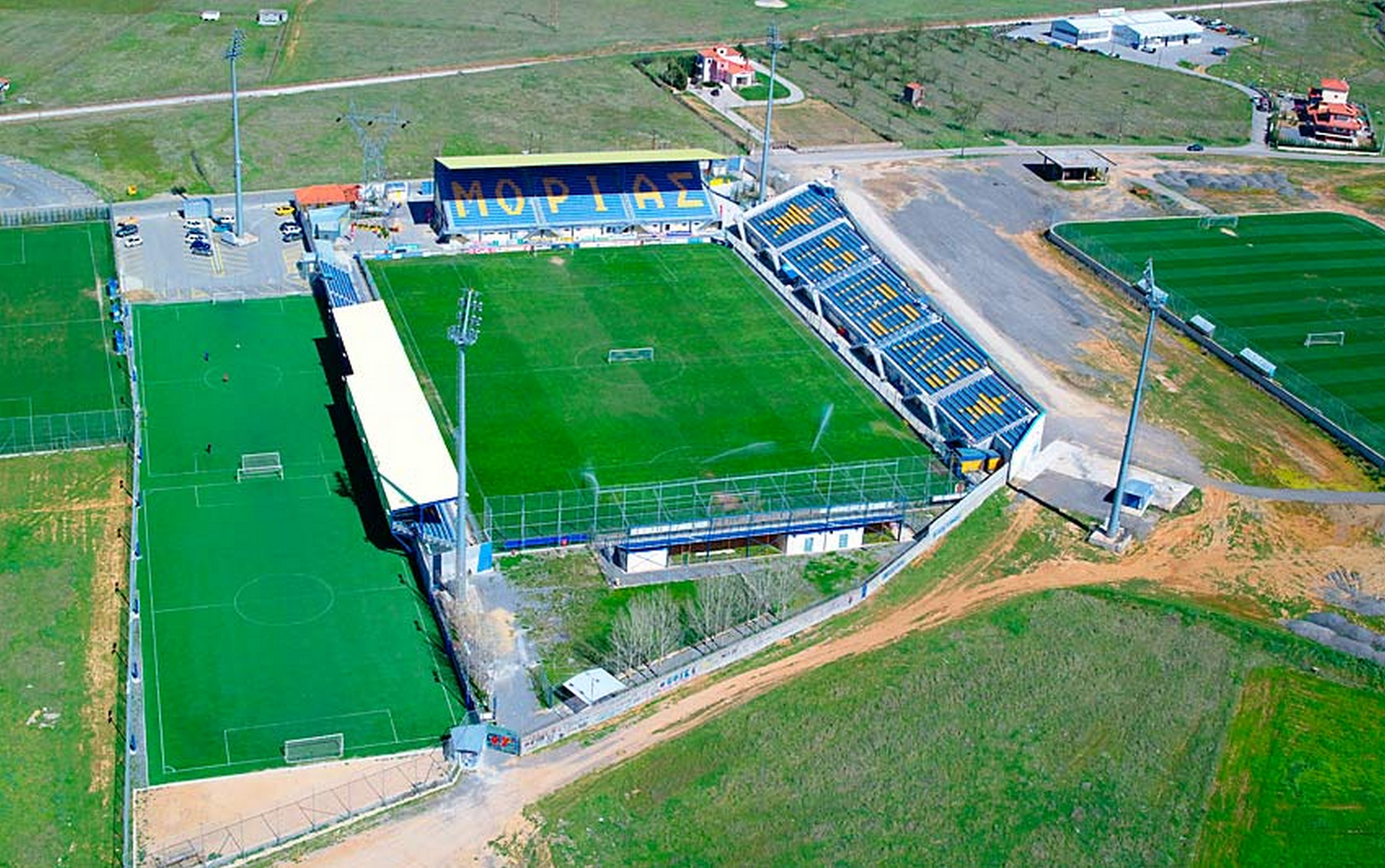
Estadio Theodoros Kolokotronis.

Juega en el Estadio Theodoros Kolokotronis, anteriormente llamado Asteras Tripolis Stadium y es un estadio privado de Trípoli. Es usado para partidos de fútbol. Es conocido comúnmente como Wembley por el famoso estadio inglés. Tiene capacidad para 7717 espectadores y fue rebautizado el 22 de noviembre del 2012.

## Uniforme

### Proveedor
| Marca  | Periodo |
| ------ | ------- |
| Umbro  | 2003–06 |
| Lotto  | 2006–12 |
| Nike   | 2012–17 |
| Macron | 2017–   |

### Local
| 2005–06 | 2006–07 | 2007-08 | 2008–09 | 2009–12 |
| 2012-13 | 2013–14 | 2014–15 | 2015–16 | 2016–17 |
| 2017–18 | 2018-19 |         |         |         |

### Visita
| 1978    | 2005–06 | 2009–10 | 2010–12 | 2012–13 |
| 2013–14 | 2014–15 | 2015-16 | 2016–17 | 2017–18 |
| 2018-19 |         |         |         |         |

## Palmarés
- Second Division: 1

2007
- Tercera División: 1

2006
- Fourth Division: 1

2005
- Arcadian Championship: 8

1958, 1959, 1960, 1961, 1962, 1988, 1990, 2003
- Arcadian Cup: 3

1990, 2004, 2005
- Arcadian Double: 1

1990

## Datos del club
- 11 temporadas en la Super Liga de Grecia.
- 3 temporadas en la Second Division.
- 2 temporadas en la Tercera División.
- 5 temporadas en la Fourth Division.

## Participación en competiciones internacionales
| Temporada | Torneo             | Ronda             | Club              | Casa | Visita | Global      |  |
| --------- | ------------------ | ----------------- | ----------------- | ---- | ------ | ----------- |  |
| 2012–13   | Europa League      | Clasificatoria 2  | Inter Baku        | 1–1  | 1–1    | 2–2 (4–3 p) |  |
| 2012–13   | Europa League      | Clasificatoria 3  | Marítimo          | 1–1  | 0–0    | 1–1 (a)     |  |
| 2013–14   | UEFA Europa League | Clasificatoria 3  | Rapid Wien        | 1–1  | 1–3    | 2–4         |  |
| 2014–15   | UEFA Europa League | Clasificatoria 2  | RoPS              | 4–2  | 1–1    | 5–3         |  |
| 2014–15   | UEFA Europa League | Clasificatoria 3  | Maguncia 05       | 3–1  | 0–1    | 3–2         |  |
| 2014–15   | UEFA Europa League | Playoff           | Maccabi Tel Aviv  | 2–0  | 1–3    | 3–3 (a)     |  |
| 2014–15   | UEFA Europa League | Grupo C           | Tottenham Hotspur | 1–2  | 1–5    | 3º Lugar    |  |
| 2014–15   | UEFA Europa League | Grupo C           | Beşiktaş          | 2–2  | 1–1    | 3º Lugar    |  |
| 2014–15   | UEFA Europa League | Grupo C           | Partizan          | 2–0  | 0–0    | 3º Lugar    |  |
| 2015–16   | UEFA Europa League | Grupo K           | Schalke 04        | 0–4  | 0–4    | 3º Lugar    |  |
| 2015–16   | UEFA Europa League | Grupo K           | APOEL             | 2–0  | 1–2    | 3º Lugar    |  |
| 2015–16   | UEFA Europa League | Grupo K           | Sparta Prague     | 1–1  | 0–1    | 3º Lugar    |  |
| 2018–19   | UEFA Europa League | Clasificatortia 2 | Hibernian         | 1–1  | 2–3    | 3–4         |  |

## Organigrama deportivo

### Jugadores destacados
| - Georgios Abaris - Ilias Anastasakos - Nikolaos Anastasopoulos - Leonidas Argyropoulos - Anastasios Bakasetas - Georgios Bantis - Kostas Fortounis - Michail Fragoulakis - Sokratis Fytanidis - Lefteris Gialousis - Ilias Ioannou - Christos Kalantzis - Petros Kanakoudis - Vaggelis Kaounos | - Michalis Klokidis - Giannis Kontoes - Athanasios Kostoulas - Dimitris Kourbelis - Antonis Ladakis - Nikolaos Lazaridis - Christos Lisgaras - Christos Pipinis - Manolis Psomas - Efstathios Rokas - Ilias Solakis - Savvas Tsabouris - Giannis Zaradoukas - Giorgos Zisopoulos | - Salim Arrache - Leandro Álvarez - Jerónimo Barrales - Sebastián Bartolini - Adrián Bastía - Juan Pablo Caffa - Horacio Cardozo - Sebastián Carrera - Israel Damonte - Pablo De Blasis - Matías Degra - Sebastián Ereros - Lucio Filomeno - Lautaro Formica | - Sebastián Grazzini - Gaston Martina - Carlos Alberto Massara - Pablo Mazza - Mauro Milano - Juan Munafo - Matias Pavoni - Emmanuel Perrone - Leonel Rios - Bruno Urribarri - Lucas Wilchez - Éder - Flávio - Jean Carlos - Marcelão | - Rogério Martins - Patrick Zoundi - Roudolphe Douala - Danijel Cesarec - Patrick Dimbala - Tresor Luntala - Zsolt Bárányos - Márton Fülöp - László Lencse - Jaouad Zairi - Chigozie Udoji - Radoslaw Matusiak - Dorin Goian - Fritz Emeran | - Khalifa Sankaré - Mário Breška - Daniel Orozco - Ángel Martínez Ortega - Fernando Usero - Jacobo - Juanito - Rubén Pulido - Rubén Rayos - Ximo Navarro - Mathias Cardaccio - Fernando Machado - Daniel Hernández Santos |